# Odznaka Honorowa za Zasługi dla Rozwoju Gospodarki Rzeczypospolitej Polskiej
Odznaka Honorowa za Zasługi dla Rozwoju Gospodarki Rzeczypospolitej Polskiej – polskie resortowe odznaczenie cywilne nadawane przez ministra gospodarki; ustanowione rozporządzeniem Rady Ministrów z dnia 12 listopada 2014, jako zaszczytne honorowe wyróżnienie w formie odznaki honorowej.
Odznaka jest jednostopniowa.

## Zasady nadawania
Odznakę nadaje się osobom fizycznym, prawnym i jednostkom organizacyjnym, zarówno polskim, jak i zagranicznym, w uznaniu:

...ich zasług poniesionych na rzecz rozwoju gospodarki Rzeczypospolitej Polskiej poprzez osiągnięcia w pracy zawodowej, działalności badawczo-rozwojowej, organizatorskiej lub promocyjnej, stanowiące konkretny wkład w rozwój danej dziedziny gospodarki objętej działem administracji rządowej – gospodarka, w tym w uzyskanie korzystnych efektów ekonomicznych we wdrażaniu nowych innowacyjnych technologii lub metod zarządzania decydujących o wzroście gospodarczym.

Odznakę nadaje minister właściwy do spraw gospodarki, z własnej inicjatywy albo na wniosek innych organów. Odznaka może być nadana tej samej osobie tylko raz. Wraz z odznaką wręcza się dyplom.

## Opis odznaki
Odznaka ma kształt metalowego, srebrzonego i oksydowanego krążka średnicy 35 mm. Na awersie znajduje się wypukły rysunek przedstawiający laskę Hermesa, który jest okolony napisem „ZA ZASŁUGI DLA ROZWOJU GOSPODARKI RZECZYPOSPOLITEJ POLSKIEJ” wykonanym w majuskule. Na rewersie widnieje wklęsły, pochyły monogram „RP”.
Odznaka jest zawieszona na wstążce z rypsu jedwabnego o szerokości 35 mm z trzema paskami, skrajnymi w kolorze niebieskim o szerokości 12 mm i środkowym w kolorze granatowym o szerokości 11 mm.
Odznakę nosi się na lewej stronie piersi, w kolejności za odznaczeniami państwowymi.